# المعيفري (مبين)

تعديل مصدري - تعديل

المعيفري هي إحدى قرى عزلة الادبعة بمديرية مبين التابعة لمحافظة حجة، بلغ تعداد سكانها 541 نسمة حسب تعداد اليمن لعام 2004.